# ISS-Expedition 25
ISS-Expedition 25 ist die Missionsbezeichnung für die 25. Langzeitbesatzung der Internationalen Raumstation (ISS). Die Mission begann am 25. September 2010 um 2:02 Uhr UTC mit dem Abkoppeln des Raumschiffs Sojus TMA-18 von der ISS. Das Ende wurde durch das Abkoppeln von Sojus TMA-19 am 26. November 2010 1:23 UTC markiert.

## Mannschaft
- Douglas Harry Wheelock (2. Raumflug), Kommandant (USA/NASA) (Sojus TMA-19)
- Shannon Walker (1. Raumflug), Bordingenieurin (USA/NASA) (Sojus TMA-19)
- Fjodor Nikolajewitsch Jurtschichin (3. Raumflug), Bordingenieur (Russland/Roskosmos) (Sojus TMA-19)

ab 10. Oktober 2010:
- Scott Kelly (3. Raumflug), Bordingenieur (USA/NASA) (Sojus TMA-01M)
- Alexander Jurjewitsch Kaleri (5. Raumflug), Bordingenieur (Russland/Roskosmos) (Sojus TMA-01M)
- Oleg Iwanowitsch Skripotschka (1. Raumflug), Bordingenieur (Russland/Roskosmos) (Sojus TMA-01M)

### Ersatzmannschaft
Seit Expedition 20 wird wegen des permanenten Trainings für die Besatzungen keine offizielle Ersatzmannschaft mehr bekanntgegeben. Inoffiziell gelten die Backup-Crews der beiden Sojus-Zubringerraumschiffe TMA-19 und TMA-01M (siehe dort) als Ersatzmannschaft der Expedition 25. In der Regel kommen diese Crews dann jeweils zwei Missionen später selbst zum Einsatz.